# Cryptotriton nasalis
Cryptotriton nasalis es una especie de salamandra en la familia Plethodontidae.

## Distribución geográfica
Habita en Honduras y en Guatemala.
Su hábitat natural son los montanos húmedos tropicales o subtropicales. Su rango altitudinal oscila entre 1150 y 2200 m s. n. m..

## Estado de conservación
Está amenazada de extinción debido a la destrucción de su hábitat.